# Situatives Führen
Situatives Führen bezeichnet Gruppen von Kontingenztheorien, die besagen, dass der Vorgesetzte je nach Situation unterschiedliche Führungsstile wählen soll, um erfolgreich zu sein.

## Entwicklung situativer Theorien
Während universelle Führungstheorien davon ausgehen, dass bestimmte Verhaltensweisen oder Persönlichkeitsmerkmale – wie zum Beispiel Charisma – grundsätzlich zum Erfolg führen, behaupten so genannte Kontingenztheorien (Situatives Führen), dass der Führungserfolg auch von den Rahmenbedingungen abhängig ist, in denen sich der Vorgesetzte und sein Mitarbeiter jeweils befinden. Eine der ersten Theorien dieser Art stammt von Fiedler aus dem Jahr 1967. Nach seiner Überzeugung ist der Führungserfolg – gemessen als Leistung der geführten Gruppe – nicht nur vom Führungsstil, sondern auch von den folgenden Faktoren abhängig:
- Persönliche Beziehung zwischen dem Vorgesetzten und seinen Mitarbeitern (den Geführten)
- Aufgabenstruktur (zum Beispiel Schwierigkeitsgrad)
- Positionsmacht des Vorgesetzten

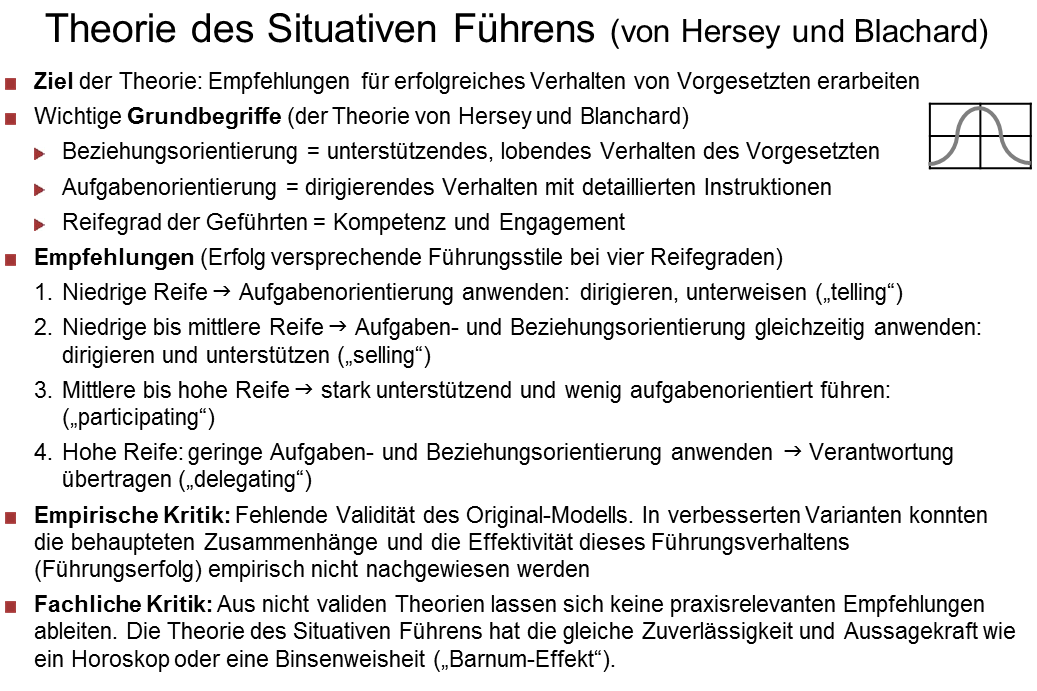
Abbildung 1: Situatives Führen – Zusammenfassung

Je nach Ausprägung dieser Faktoren ist ein anderes Führungsverhalten erforderlich. Wie dieses Verhalten konkret aussehen sollte, beschreibt die weiterentwickelte Theorie von Paul Hersey und Ken Blanchard aus dem Jahr 1977, die auch heute noch zu den populärsten Modellen gehört. Die Abbildung 1 fasst die wichtigsten Aspekte des gesamten Artikels zusammen.

## Situatives Führen nach Hersey und Blanchard

Abbildung 2: Das Modell des Situativen Führens im Überblick

Hersey und Blanchard unterscheiden zwischen einem mehr aufgabenbezogenen und einem mehr personenbezogenen Führungsstil. Je nach „Reifegrad“ der geführten Mitarbeiter ist ein anderes Verhalten des Vorgesetzten erfolgversprechend. Diese Grundbegriffe wurden von Hersey und Blanchard wie folgt definiert:
- Aufgabenorientierung besagt, dass der Vorgesetzte es vorzieht, detaillierte Anweisung zu geben, er formuliert klare Erwartungen und Vorgaben im Hinblick darauf, was bis wann wie erledigt werden muss.
- Im Falle der Beziehungsorientierung legt der Vorgesetzte großen Wert auf gute persönliche Kontakte, er bietet Unterstützung an, lobt und ermuntert seine Mitarbeiter.
- Bei beiden Orientierungen handelt es sich um ein Kontinuum mit den beiden Polen „Aufgabenorientierung“ und „Beziehungsorientierung“ (siehe Abbildung 2).
- Der Reifegrad von Mitarbeitern umfasst zwei Aspekte: einen sachlichen und einen psychologischen. In sachlicher Hinsicht streben „reife“ Mitarbeiter Verantwortung an; sie entwickeln selbstständig ihre Fähigkeiten und ihr Fachwissen. In psychologischer Hinsicht wollen „reife“ Mitarbeiter etwas erreichen, sie sind motiviert und engagiert.
- Der Reifegrad ist jeweils an bestimmte Aufgaben gebunden. Das bedeutet, dass der eine Mitarbeiter bei der Aufgabe A (zum Beispiel verkaufen) eine hohe Reife demonstrieren kann, während er bei einer anderen Aufgabe B (Abläufe organisieren) eine wesentlich niedrigere Reife aufweisen kann.
- Den Führungserfolg definieren Hersey und Blanchard als Zielerreichung und Einflussnahme, bei der die Mitarbeiter eine bestimmte Aufgabe erledigen. Ferner respektieren sie ihren Vorgesetzten und sind kooperationsbereit. Diese Effektivität ist dann gegeben, wenn der gewählte Führungsstil zum Reifegrad der geführten Mitarbeiter passt.

Ausgehend von diesen Grundbegriffen lassen sich nach Hersey und Blanchard vier wesentliche Verhaltensweisen als Empfehlungen für Vorgesetzte ableiten (siehe Abbildung 2).
- Führungsstil 1: Bei einer niedrigen Reife der Mitarbeiter wird eine hohe Aufgabenorientierung bei gleichzeitig niedriger Beziehungsorientierung empfohlen. Mit anderen Worten: Der Vorgesetzte sollte unterweisen („telling“).
- Führungsstil 2: Hat sich der Mitarbeiter weiter entwickelt (geringe bis mäßige Reife), ist es empfehlenswert, wenn der Vorgesetzte einen stark mitarbeiterbezogenen und aufgabenbezogenen Führungsstil gleichzeitig anwendet. Es kommt darauf an, die Mitarbeiter zu überzeugen („selling“).
- Führungsstil 3: Bei mäßiger bis hoher Reife seiner Mitarbeiter sollte der Vorgesetzte stark mitarbeiterbezogen und gleichzeitig weniger aufgabenbezogen führen und sie an der Zielsetzung oder an Entscheidungen beteiligen („participating“).
- Führungsstil 4: Sehr „reife“ Mitarbeiter benötigen weder eine besondere Zuwendung durch den Vorgesetzten, noch braucht man ihnen detaillierte Vorgaben bezüglich ihrer Aufgaben und ihres Verhaltens zu machen. In diesem Falle sollte man Verantwortung delegieren („delegating“).

Ergebnis: Erfolgreich sind diejenigen Vorgesetzten, die je nach Situation den passenden Führungsstil anwenden.

## Kritische Würdigung
Auch solche Theorien, die beanspruchen, nützliche Empfehlungen für die Praxis geben zu wollen, müssen ihre Validität als ein wesentliches Gütekriterium nachweisen. Im Falle der Theorie des Situativen Führens von Hersey und Blanchard wurden in der wissenschaftlichen Fachliteratur zahlreiche Kritikpunkte diskutiert. Diese lassen sich in eine Gruppe zum Thema konzeptionelle oder Konstruktvalidität und eine Gruppe Aussagen zum Thema empirische Validität unterteilen. Barry-Craig Johansen kommt in seiner Meta-Studie zu dem Ergebnis, dass es vielen Untersuchungen nicht gelungen sei, die Validität dieser Theorie nachzuweisen. Das betrifft die konzeptionelle, die instrumentelle und die leistungsorientierte (prognostische) Validität. Daraus folgt: „Leaders who expect the theory to provide clear direction for dealing with subordinates will be disappointed … and it is impossible at present to determine whether such training (based on this theory, d. V.) is valuable.“
Das Kernproblem besteht darin, dass zentrale Grundbegriffe der Theorie so formuliert sind, dass man sie nicht messen oder operationalisieren und damit auch nicht empirisch prüfen kann. Das betrifft die Aufgaben- und Beziehungsorientierung, den Führungserfolg und den Reifegrad der Mitarbeiter.
Zur Überwindung dieser Probleme haben Warren Blank, John Weitzel und Stephen Green eine empirische Studie mit 353 Mitarbeitern und 27 Führungskräften von zwei Universitäten aus dem Mittleren Westen der Vereinigten Staaten durchgeführt.
Das beziehungs- und mitarbeiterorientierte Verhalten wurde mit Hilfe des Leader Behavior Descriptive Questionnaire operationalisiert. Für eine valide und reliable Einschätzung des Reifegrades von Mitarbeitern haben die Autoren eine separate Studie durchgeführt, bei der die Befragten auf einer Skala angeben sollten, wie sie die Selbstständigkeit, die Verantwortungsbereitschaft, die Leistungsmotivation und die Kompetenz (fachliche Erfahrung) zufällig ausgewählter Mitarbeiter einschätzen sollten. Die Operationalisierung des Begriffs Leistung erfolgte schließlich anhand einer Auswertung der jährlichen Leistungsbewertungen im Rahmen der Mitarbeitergespräche. Diese Operationalisierungen waren notwendig, um die zentralen Behauptungen (Hypothesen) der Theorie des Situativen Führens zu testen. Dazu einige Beispiele:
- Bei einem niedrigen Reifegrad von Mitarbeitern wird aufgabenorientiertes Verhalten des Vorgesetzten zu besseren Leistungen führen.
- Beziehungsorientiertes Verhalten des Vorgesetzten wird bei einem mittleren Reifegrad die Leistung steigern.
- Die Leistung und Zufriedenheit der Mitarbeiter wird steigen, wenn der Vorgesetzte einen Führungsstil wählt, der zum jeweiligen Reifegrad der Geführten passt.

Die Ergebnisse dieser umfangreichen Studie kommentieren die Autoren wie folgt: „These results reveal a lack of support for the basic assumptions that underlie SLT. In only one case, psychological maturity and task behavior, did an interaction of leader behavior and subordinate maturity predict subordinate outcomes, i.e., work satisfaction. Given the rather extensive analyses, 12 regression models repeated for two different partitions of the data, these findings do not bolster our confidence in the assumptions that underlie the predictions of SLT. This is disappointing because of the intuitive appeal of the theory.“

## Fazit
Die mangelnde Validität der ursprünglichen Theorie von Hersey und Blanchard und der gescheiterte Versuch, die kritisierten Unzulänglichkeiten zu überwinden, bedeuten, dass diese Theorie nicht in der Lage ist, konkrete Vorschläge zur Verbesserung des Führungsverhaltens zu machen (zum Verständnis: Beispiele für nicht valide „Theorien“ sind Horoskope oder Binsenweisheiten).
Die neuere Forschung konzentriert sich zum einen auf das Modell der Transformationalen Führung und zum anderen auf pragmatische, auf die Strategie der jeweiligen Organisationen ausgerichtete Führungskompetenzen. Zu diesem Trend gehört auch die Abkehr von der Suche nach „optimalen“ oder „Erfolg versprechenden“ Führungsstilen oder Persönlichkeitsmerkmalen. Das dürfte ein wesentlicher Grund dafür sein, dass es keine weiteren Validierungsstudien für die Theorie des Situativen Führens gibt.

Situationales Führungsmodell nach Gary Yukl

Zum gleichen Fazit kommt Gary Yukl: „The model lacks a clear explanation of the process by which leader behavior influences subordinate performance... Leadership behavior is not defined in a clear and consistent way ... the theory fails to consider other situational variables that are important ... there was little evidence that using the contingent pattern of task and relations behavior prescribed by the theory will make leaders more effective... Conceptual weaknesses limit the utility of situational leadership theory and help to explain the lack of support for it in the research.“ Ein Verdienst der Theorie von Hersey und Blanchard besteht darin, darauf hingewiesen zu haben, dass es wichtig sei, „... to treat different subordinates differently...“
Eine erneute kritische Überprüfung der Praxistauglichkeit (Validität) verschiedener (verbesserter) Versionen dieses Modells aus dem Jahr 2009 kommt zu dem Ergebnis: „... it is difficult to endorse the use of the model in leadership training programs ... it does not have sufficient empirical grounding in its original, 1972, version or its more recent, 2007, revised statement... In the absence of more substantial research findings ... those who instruct others within leadership training programs should, as a matter of professional honesty, advise their trainers that SLT (Situational Leadership Theory, d.V.) still lacks a strong empirical grounding, and that its alluring character should not substitute for the absence of empirical substantiation.“

## Belege
1. ↑  G. Yukl: Leadership in Organizations. 6. Auflage. New York 2006.
2. ↑  F. E. Fiedler: A Theory of Leadership Effectiveness. New York 1967.
3. ↑  L. v. Rosenstiel: Grundlagen der Führung. In: L. v. Rosenstiel u. a.: Führung von Mitarbeitern. 4. Auflage. Stuttgart 1999.
4. 1 2  P. Hersey, K. Blanchard: Management of Organizational Behavior. 4. Auflage. New York 1982.
5. ↑  Barry-Craig Johansen: Situational Leadership: A Reviews of the Research. In: Human Resource Development Quarterly, Vol. 1, No. 1, 1990
6. ↑  Barry-Craig Johansen: Situational Leadership: A Reviews of the Research. In: Human Resource Development Quarterly. Vol. 1, No. 1, 1990, S. 82.
7. 1 2  Warren Blank u. a.: A Test of the Situational Leadership Theory. In: Personal Psychology. vol. 43, 1990.
8. ↑  Situational Leadership Theory
9. ↑  Warren Blank u. a.: A Test of the Situational Leadership Theory. In: Personal Psychology. vol. 43, 1990, S. 593.
10. ↑  Waldemar Pelz: Transformationale Führung – Forschungsstand und Umsetzung in der Praxis. In: Au, Corinna von (Hrsg.): Leadership und angewandte Psychologie. Band 1: Wirksame und nachhaltige Führungsansätze. Berlin: Springer Verlag 2016  Online verfügbar
11. ↑  N. Nohira u. a.: What Really Works. In: Harvard Business Review. Juli 2003.
12. ↑  R. J. Thomas: Crucibles of Leadership: How to Learn From Experience to Become a Great Leader. Harvard Business School Publishing, Boston 2008.
13. ↑  Gary A. Yukl: Leadership in Organizations. 6. Auflage. Pearson Prentice Hall, 2006, S. 224 f.
14. ↑  G. Thompson, R. P. Vecchio: Situational leadership theory: A test ot three versions. In: The Leadership Quarterly. 20 (2009), S. 845 f.